# Paulina Saball
María Paulina Saball Astaburuaga (26 de octubre de 1952) es una trabajadora social y política chilena, militante del Partido por la Democracia (PPD). Se desempeñó como ministra de Vivienda y Urbanismo durante todo el segundo gobierno de la presidenta Michelle Bachelet (2014-2018).
Anteriormente se desempeñó como subsecretaria de Bienes Nacionales (1999-2004), directora ejecutiva de la Comisión Nacional del Medio Ambiente y subsecretaria de Vivienda y Urbanismo (2006-2010), durante los gobiernos de la Concertación.

## Primeros años
Es hija de Gustavo Saball Meneses y de Carmen Astaburuaga Silva. Estuvo casada con el sociólogo Fernando José Ossandón Correa, con quien tuvo dos hijos; Felipe, profesor de historia y, Macarena, trabajadora social. Se casó en segundas nupcias con el abogado socialista Ernesto Alejandro Galaz Cañas.
Se formó profesionalmente en la Pontificia Universidad Católica, periodo en el que acercó al izquierdista Movimiento de Acción Popular Unitaria (MAPU).
Tras el golpe de Estado del 11 de septiembre de 1973 se vinculó a los círculos de defensa de los derechos humanos a través de diversas entidades, como el Comité Pro Paz, la Vicaría de la Solidaridad y, posteriormente, en 1990, la Comisión Nacional de Verdad y Reconciliación.

## Vida pública
Durante el Gobierno de Patricio Aylwin trabajó como encargada de la Unidad de Difusión y Fomento del Ministerio de Vivienda y Urbanismo, el cual era encabezado en aquel tiempo por el ingeniero Alberto Etchegaray Aubry.
Entre 1994 y 1997 laboró como jefa de gabinete de la ministra de Bienes Nacionales, Adriana Delpiano, desempeñándose como asesora de la misma unidad tras la salida de la titular de dicha cartera.
En 1999, por encargo del presidente Eduardo Frei Ruiz-Tagle, asumió como subsecretaria de Bienes Nacionales, acompañando al titular de esa repartición, al exmilitante del Mapu Sergio Galilea. En 2000 fue confirmada en el cargo por Ricardo Lagos.
En febrero de 2004 éste la designó directora ejecutiva de la entonces Comisión Nacional del Medio Ambiente (Conama).
Al asumir Michelle Bachelet su primer Gobierno, en marzo de 2006, fue nombrada subsecretaria de Vivienda y Urbanismo, gestión que finalizó en 2010. En 2014 fue nominada por la propia Bachelet para ocupar la cartera de Vivienda y Urbanismo a partir de marzo de ese mismo año.
En agosto de 2020, asumió como coordinadora regional en Magallanes y la Antártica Chilena de la Fundación Horizonte Ciudadano, creada por Bachelet en 2018.
En febrero de 2023, por encargo del presidente Gabriel Boric fue designada como encargada del plan de reconstrucción de viviendas en las zonas afectadas por los incendios que azotan la zona Centro-Sur de Chile, en las regiones de Ñuble, Biobío y La Araucanía.